# Mats Malm
Mats Malm est un traducteur et chercheur en théorie de la littérature suédois, professeur à l'université de Göteborg. Il est depuis 2019 secrétaire permanent de l'Académie suédoise.

## Distinctions
- Médaille de Sa Majesté le Roi